# ホセ・リサール

署名

ホセ・プロタシオ・メルカード・リサール・アロンソ・イ・レアロンダ (スペイン語: Jose Protacio Mercado Rizal Alonzo y Realonda，1861年6月19日 - 1896年12月30日）は、フィリピンの革命家、医師、著作家、画家、学者。フィリピン独立運動に取り組んだことから「国民的英雄（Héroe Nacional）」と称される。通称はホセ・リサール（スペイン語: José Rizal）。

## 生涯

### 少年期
スペイン領東インドルソン島のカランバで父フランシスコ・メルカードと母テオドラ・アロンソの間に、11人兄弟の7人目の子として生まれた。リサールには姉が5人、兄が1人、妹が4人いた。
彼の家系はメスティーソといわれる中国人とフィリピン人の混血の一族であった。父方の家系には、殷を倒し周を建国した中国人である武王の弟、蔡叔度と、マニラで初めてスパニアードに出会ったラカンドゥラがいて、中国人、マレー人の血が混ざっている。母方は日本人とスペイン人の血が混ざっている。
父方の祖先は中国・福建省の晋江から17世紀に渡りフィリピンの先住民女性と結婚したSiong-CoとZun-Nio(Jun-Nio)の息子である商人の柯仪南(Lam Co)の末裔であり、元来の姓は「柯」といった。彼はホセリサールの高祖父にあたる。
柯仪南は1697年、35歳の時に洗礼を受けた(洗礼名:Domingo Lam-co)。柯は自分が商人である事を考慮し、1731年11月11日に自らの姓を柯からメルカード(スペイン語で市場の意味)に変えた。
彼の子、フランシスコ1世(FranciscoⅠ)の孫でホセリサールの父である、農民のフランシスコ2世(Francisco Ⅱ)は1859年に姓をリサール(Rizal)に変えた(リサールは牧草地という意味)。
リサールの母、テオドラ・アロンソ(Teodora Alonso)はラカンドゥラの一族出身で、日本人を祖先とするEugenio Ursuaまで遡ることが出来る。
8歳にしてタガログ語とスペイン語を身に付け、9歳にしてビニヤーン校に入学した。初等教育を終えると1877年に16歳にしてマニラにあるアテネオ学院(現在のアテネオ・デ・マニラ大学)に入学し、農学を学んだ。さらに同校で土地測量の技術を学びつつ、母が失明の危機に陥ると当時のフィリピンの最高学府サント・トマス大学で医学を学んだ。在学中の1879年にスペイン語の詩のコンテストで最優秀賞を獲得し、1881年9月にスペイン政府から「土地査定技師」の免許を授与されている。
リサールは父の反対を押し切って宗主国であるスペインのマドリード大学に留学した。

### 最初の海外留学
リサールは1881年にアテネオ・デ・マニラ専門学校を卒業、翌1882年にサント・トマス大学医学部を修了した後、同年中にヨーロッパへと旅立った。1882年6月13日にマルセイユに、6月15日にバルセロナに到着した後、最終目的地であったスペインの首都マドリードに到着し、同年10月に国立マドリード大学の医学部と哲文学部の両学部に入学した。マドリード大学でリサールは猛勉強し、26歳までにスペイン語、フランス語、イタリア語、ポルトガル語、カタルーニャ語、中国語、英語、ドイツ語、オランダ語、スウェーデン語、ロシア語、ラテン語、ギリシャ語、ヘブライ語、サンスクリット語などの諸言語を習得し、中国語、日本語、タガログ語、ビサヤ語、イロカノ語を研究していた。大学時代の同級生には後に哲学者として著名になるミゲル・デ・ウナムーノがおり、リサールと同じ学級でギリシャ語を学んでいる。1885年6月にマドリード大学の哲文学博士と医学士の学位を取得したが、金銭事情により医学博士号は取得できなかった。マドリード大学を出た後、1885年7月から1886年1月までパリ大学でフランス語と眼科学を学び、この時にフランス革命の「人権宣言」をタガログ語に翻訳している。1886年2月から1887年5月までドイツ帝国のハイデルベルク大学、ライプツィヒ大学、ベルリン大学で引き続き医学と、加えて社会学を学び、ドイツ語で書いた社会学の論文が評価されてドイツ国籍の取得を薦められたが、これを固辞している。ドイツ滞在中の1887年2月21日にベルリンで小説『ノリ・メ・タンヘレ』（Noli Me Tángere, ラテン語で『我に触れるな』の意）を出版した。1887年7月3日に26歳にしてヨーロッパを離れ、同年8月5日にフィリピンに戻った。
フィリピン帰国後暫くは出身地のカランバで医者として従事していたが、間もなく同年に出版した小説『ノリ・メ・タンヘレ』が反植民地的だとフィリピンのスペイン植民地支配層から問題にされたため、身の危険を感じたリサールは27歳にして再び留学へと旅立った。

### 二度目の海外留学

#### 日本滞在
二度目の目的地もヨーロッパだったが、前回とは異なり、日本とアメリカ合衆国を経由して向かった。1888年2月28日にリサールは横浜に到着し、駐日スペイン公使館邸や日比谷の東京ホテルに宿泊し、2か月間滞在した。本来は経由地として、船の乗り継ぎのために2日間滞在する予定だったが、スペイン公使館に滞在中、近所で見かけた元旗本で貿易商の娘「おせいさん」こと臼井勢似子(1866-1947)に声をかけたことにより親しくなった。英語とフランス語がある程度できた勢似子とリサールは、二人で歌舞伎を見物に行ったり日光や箱根に逗留し、リサールは日本の文化と言葉を学びつつ、滞在は延びて二か月近くに及んだ。リサールは生前、勢似子のことを誰にも話さなかったため、その存在は知られることは無かったが、没後にリサールの遺族が遺品を整理した際、勢似子の写真が一枚発見された。また、日記には「あなたのように私を愛してくれた人はいなかった」と記されていた。
勢似子もまた、誰に話すこともなく、所有物はその後の太平洋戦争の空襲被災で多くを失ったために、残る文物もほとんどない。後述されるリサールの死は日本でも多く報道された。その翌年の1897年、勢似子は30歳で英国人男性アルフレッド・チャールトン（学習院大学講師）と結婚、1947年（昭和22年）に80歳で亡くなった。現在、雑司ヶ谷霊園に勢似子の墓があるが、毎年リサールの誕生日にフィリピン大使館により花が供えられている。

#### 訪欧
1888年4月13日にリサールはサンフランシスコ行きの船に乗り込み、船中で後に衆議院議員となる自由民権運動の壮士、末広鉄腸と懇意になった。英語が話せなかった鉄腸は「親切なフィリピン人青年が船で助けてくれた」と書き残しており、リサールは前述の僅かな滞在中に、多少なりとも通訳ができるようになっていたようである。当初の鉄腸の目的は訪米だったが、リサールと意気投合したために予定を変更して4月28日のサンフランシスコ到着後も行動を共にし、5月16日にリサールと共にイギリスのリバプールに到着した後、ロンドンにて別れている。ロンドン到着後のリサールは大英博物館をはじめとする、イギリス、ベルギー、パリの図書館に通いながら古代史の研究を進め、スペイン人による植民地化以前のフィリピンの歴史を研究した。1889年、ロンドンで日本の民話「さるかに合戦」とフィリピンの民話「さるかめ合戦」を比較した論考を著している。
同年2月15日にはロペス・ハエナやデル・ピラールらマドリードに滞在していたフィリピン出身者と共に、半月刊のスペイン語新聞『ラ・ソリダリダッド』（スペイン語で「団結」の意）の創刊に加わり、「プロパガンダ運動」を行っている。1891年9月18日にベルギーのヘントで二作目の小説『エル・フィリブステリスモ』を出版した。

### 帰国
『エル・フィリブステリスモ』の出版後、リサールは1891年10月18日にマルセイユを発ち、フィリピンに帰国しようとしたが、フィリピン官憲がリサールの反植民地主義を危険視したために帰国がかなわず、11月19日に香港に到着した後、当地で眼科医を開業した。しかしながら望郷の念は已まず、翌1892年6月15日にフィリピンに帰国した。帰国後、リサールは「ラ・リガ・フィリピナ（フィリピン同盟）」を組織すべく活動した。ラ・リガ・フィリピナの思想的立場は急進的な革命を望むものではなく、スペイン治下のまま暴力を用いずに穏健な改革を望むものであったが、この方針をも危険視した植民地政府当局によってリサールは逮捕され、同年7月7日にミンダナオ島のダピタンへ流刑された。ダピタンでのリサールは医者、及び教師として住民に接し、また、ヨーロッパの学者からの依頼に応じてミンダナオ島の地質、昆虫、動物についての研究を残している。この頃までにリサールは20数言語を習得していた。

### 最期

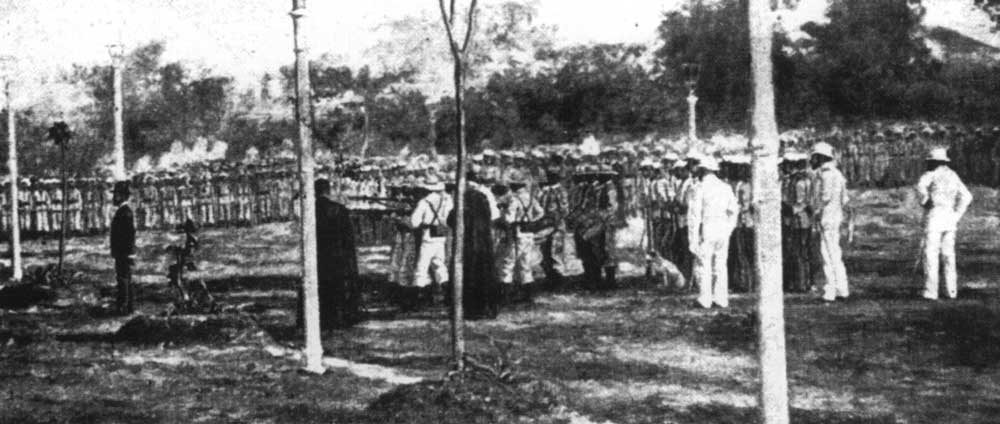
リサールの処刑の様子を撮影した写真

1896年7月に流刑を終えた後、かねてから伝えていた軍医志望の旨が総督のラモン・ブランコに許可されたため、リサールはスペイン海軍の巡洋艦「カスティリア号」に乗り込み、任地のスペイン領キューバへと旅立った。しかし、船が地中海に入ったところで秘密結社カティプナンが独立闘争(1896年革命)を開始すると、上陸地のバルセロナで以前からリサールに目をつけていたスペイン官憲に逮捕された。スペインからフィリピンの首都マニラに送致された後、軍法会議にかけられ、同年12月26日に銃殺刑が宣告された。処刑の前の晩に妹に手渡した遺言代わりの辞世の詩は、後に『ミ・ウルティモ・アディオス(Mi Ultimo Adios,『我が最後の別れ』の意)』と名づけられ、彼の祖国への熱い思いを伝えるものとなっている。同年12月30日、リサールを一目見ようと集まったフィリピン民衆が見守る中、35歳にしてマニラで銃殺された。

## 評価
リサールの処刑は反響を招いた。リサール処刑の翌々年に成立したフィリピン第一共和国大統領のエミリオ・アギナルドはリサールが処刑された12月30日を「リサール記念日」に指定し、祭日とした。このようにリサールはフィリピンで高く評価されている他、インドネシア初代大統領のスカルノもオランダ人がインドネシア語に訳したリサールの著作を通して影響を受けた。リサール初の伝記はスペイン人でありながらも、リサール心酔者となったウエンセスラオ・レタナによって1900年にマドリードで出版された。
また、1888年の4月から5月にかけてのリサールのイギリス行に同行した自由民権運動の壮士、末広鉄腸は1891年にリサールをモデルにした主人公が日本人志士の助けを得てスペインからのフィリピン独立運動を戦う政治小説、『南洋之大波瀾』を著している。
現在、リサールは『ノリ・メ・タンヘレ』と『エル・フィリブステリスモ(El Filibusterismo)』という2つの小説で有名である。フィリピン最初期の近代小説である両作は共にスペイン語で書かれているが、スペイン圧政下に苦しむ植民地フィリピンの様子が克明に描き出されており、フィリピン人の間に独立への機運を高めた。 カトリック教会はスペイン植民地統治に対する批判者としてのリサールを称賛しつつも、その主要著作2冊については反修道会的であり、処刑直前にリサールがこれらの著作の内容を撤回したと主張して、公立学校での教育に導入することに反対している。
リサールが処刑されたマニラ湾を見渡す地は現在、リサール公園(別名 ルネタ公園 Luneta Park)として整備されており、衛兵に24時間守られている記念碑がある。公園の北方にあるパシッグ川沿いのサンチャゴ要塞内には、リサールにゆかりのある品々が展示されたリサール記念館がある。
また、リサールは1888年に来日しており、1ヶ月ほど東京都(当時・東京府)内に滞在している。これを記念して東京の日比谷公園にはホセ・リサール記念像が設置されている。
1949年から1973年にかけて1ペソまたは2ペソ紙幣に肖像が使用されていた。リサール州はじめ、リサールから名をとった地名が各地にある。
2020年にフィリピン海軍で運用される予定の新型フリゲートの一番艦にホセ・リサールの名が付けられた。

## 著作
- 『ノリ・メ・タンヘレ』
- 『エル・フィリブステリスモ（英語版）』
- 『ミ・ウルティモ・アディオス』
- 『見果てぬ祖国』村上政彦訳、潮出版社 2003 -（訳者がリサールの主著2作を合体し翻案したもの）

## ホセ・リサール関連の二次作品

### 映画
- 『ホセ・リサール（タガログ語版）』 - 1998年、フィリピン、マリルー・ディアス・アバヤ監督、セサール・モンターノ主演

### 能
- 戯曲『シーサの旅路―ラグーナにおける能』-『ノリ・メ・タンヘレ』に登場するシーサの物語をもとにした戯曲[47]

### ゲーム
- ゲーム「Civilization VII」に登場する偉人の一人として登場

## 脚註